# هيديو واتانابي
هيديو واتانابي هو سياسي ياباني، ولد في 5 يوليو 1934. حزبياً، نشط في الحزب الديمقراطي الياباني والحزب الليبرالي الديمقراطي الياباني. وقد انتخب عضو مجلس المستشارين (26 يوليو 1998 – 25 يوليو 2010) وانتخب عضو مجلس النواب من اليابان.